# Sivutka
Sivutka (Aethionema) je rod rostlin náležící do čeledi brukvovité (Brassicaceae). Květy je podobná iberce (Iberis), kvete ve škále barev od růžové přes bílou a žlutou po červenou.

## Taxonomie
Část druhů byla přeřazena do rodu Noccaea.

## Použití
Sivutka je používána jako skalnička zahradníky. Vyžaduje hlinitopísčité, na vápník bohaté půdy. V zimě ji chráníme před nadměrným vlhkem. Množí se řízkováním.

## Zástupci
- sivutka arabská (Aethionema arabicum)
- sivutka arménská (Aethionema armenum)
- sivutka skalní (Aethionema saxatile)
- Sivutka Thomasova (Aethionema thomasianum)
- sivutka velkokvětá (Aethionema grandiflorum, syn. A. pulchellum)
- sivutka warleyská (Aethionema × warleyense)
- sivutka zahradní (Aethionema hybridum)[1][2][3]